# 남양면 (고흥군)
남양면(南陽面)은 대한민국 전라남도 고흥군의 면이다.

## 개요
남양면은 고흥군의 북부에 위치한 지역으로 면적은 39.5 km2이며, 34개 마을이 있다. 특산품으로는 남해안 청정해역의 갯뻘 자연 속에서 자라 뛰어난 맛과 영양을 자랑하는 참꼬막과 석화(굴) 그리고 맛조개, 짱뚱어, 숭어가 유명하다.

## 하위 행정 구역
| 법정리 | 한자명 | 행정리                                   | 비고 |
| ------ | ------ | ---------------------------------------- | ---- |
| 장담리 | 長潭里 | 장담, 덕촌, 월악, 송정, 동거, 거해, 옥천 |      |
| 신흥리 | 新興里 | 장동, 거군, 주교, 덕동, 신직             |      |
| 대곡리 | 大谷里 | 상와, 골안, 중와, 하와, 노송             |      |
| 남양리 | 南陽里 | 남양, 기동, 우도                         |      |
| 중산리 | 中山里 | 중산, 운교                               |      |
| 월정리 | 月亭里 | 선정, 주암, 왕주                         |      |
| 망주리 | 望珠里 | 덕흥, 망동, 와야, 평촌, 잠두             |      |
| 침교리 | 沈橋里 | 화담, 아평, 침교, 탄포                   |      |
| 8개리  |        | 34행정리                                 |      |

## 교육
- 남양초등학교
- 고흥남양중학교